# میشتیوس
میشتیوس (به چکی: Myštěves) یک منطقهٔ مسکونی در جمهوری چک است که در ناحیه هرادتس کرالووه واقع شده‌است. میشتیوس ۱۸۲ نفر جمعیت دارد.